# Naka no Hito Genome Jikkyōchū
Naka no Hito Genome Jikkyōchū (ナカノヒトゲノム【実況中】 Naka no Hito Genome [Jikkyōchū], lit. "Naka no Hito Genome [Now Streaming]") là một bộ truyện tranh Nhật Bản của tác giả Osora, được đăng nhiều kỳ trực tuyến qua trang web pixiv Comic từ năm 2014. Nó đã được Media Factory thu thập thành mười tập tankōbon. Một bộ anime truyền hình chuyển thể của Silver Link được phát sóng từ ngày 7 tháng 7 đến ngày 22 tháng 9 năm 2019.

## Tóm tắt nội dung
Hàng loạt vụ mất tích kỳ lạ đã xảy ra trên khắp Nhật Bản, và bất chấp nỗ lực của cảnh sát, không có dấu hiệu nào được tìm thấy ngoài điểm chung là tất cả các nạn nhân đều là thanh niên. Akatsuki Iride, một cậu bé tuổi teen thân thiện và dễ mến, là một streamer nổi tiếng, một trong những video tải lên mới nhất của cậu bao gồm một trò chơi F2P có tên "Những kẻ bên trong Genome". Có các tin đồn cho là trò chơi gây ra các vụ mất tích, mà Akatsuki hoàn toàn không biết - cậu bị dịch chuyển đến một khu riêng biệt và gặp những người khác gặp hoàn cảnh như cậu: Karin Sarayashiki, Kaikoku Onigasaki, Himiko Inaba, Anya Kudou, Yuzu Roromori, Zakuro Oshigiri và Makino Aikawa. Tám người ở một nơi gọi là Khu 13, quản lý bởi một người đàn ông với chiếc mặt nạ alpaca tự xưng là "Paca", cho biết để thoát khỏi đây phải: làm việc cùng nhau để hoàn thành các màn chơi và lấy các " nhiễm sắc thể ", một mã thông báo hoàn thành giống như thẻ khóa, để sau đó tiếp cận 100 triệu người xem trong buổi phát trực tiếp này. Nguy hiểm khắp nơi,  phản kháng sẽ bị phạt; bị giam giữ trong cái gọi là "Phòng trắng" để đợi một mình những người còn lại hoàn thành trò chơi. Các màn chơi có thể sẽ gây thương tích, nhưng những điều chờ đợi họ không chỉ là những chướng ngại vật nguy hiểm, mà mỗi người đều có một quá khứ bị che giấu và những bí mật đen tối của riêng họ.

## Nhân vật
Akatsuki Iride (入出 アカツキ Iride Akatsuki)
Lồng tiếng bởi: Daiki Yamashita
Một người chơi thân thiện và lạc quan chuyên dòng escape game và là nhân vật chính của câu chuyện. Cậu được dì nuôi dưỡng như con trai của bà sau khi người trước đó bị ảo tưởng về cái chết của Akatsuki khi còn nhỏ. Trước khi được nhận nuôi, tên của cậu là Akira. Ngoài thái độ tích cực của mình, cậu còn có tính trung thực và nhận thức độc đáo, nên mọi người đều mến cậu. Trước bộ truyện, cậu đã gặp Yuzu trên trực tuyến và dự định hợp tác với cô ấy trong một chương trình phát sóng trò chơi. Danh tính của cậu thật là chủ sở hữu của hòn đảo nơi trò chơi, vì cha nuôi của cậu đã nhường quyền thừa kế cho cậu sau khi chết.
Karin Sarayashiki (更屋敷 カリン Sarayashiki Karin)
Lồng tiếng bởi: Akari Kitō
Một nữ streamer game kinh dị xinh đẹp và nổi tiếng, được ca ngợi là Nữ streamer số 1 mà mọi người tung hô trên mạng, được biết đến với cái tên "Công chúa bị nguyền rủa". Mặc dù ban đầu có vẻ hung dữ và cứng đầu, cô ấy thực sự rất nhút nhát mặc dù thích chơi game kinh dị, và nhạy cảm quan tâm đến bạn bè của mình. Cô ấy là bạn nữ thân nhất của Yuzu. Khi còn nhỏ, Karin có một người anh trai, anh đã bỏ trốn đi để theo đuổi ước mơ của riêng mình sau khi cha mẹ họ đặt quá nhiều kỳ vọng và trách nhiệm vào anh. Điều này dẫn đến việc cha mẹ cô đặt tất cả những kỳ vọng này vào Karin, điều này khiến cô ấy bực bội với anh trai mình và coi thường thực tế.
Kaikoku Onigasaki (鬼ヶ崎 カイコク Onigasaki Kaikoku)
Lồng tiếng bởi: Takuya Satō
Streamer trò chơi theo phong cách Nhật Bản và thời kỳ Sengoku. Là một người thoải mái và điềm tĩnh, anh cực kỳ có năng lực khi cần thiết và có khả năng phản ứng cao, anh ấy là người ứng phó kịp thời nhất trước các tình huống bất ngờ. Là người thừa kế gia tộc Onigasaki, ông nội của anh đã đặt áp lực và kỳ vọng cực độ lên anh, coi anh như một con rối. Vì vậy anh từ bỏ gia đình, bỏ nhà ra đi và chơi game để giải tỏa cảm xúc. Anh ấy hầu như luôn mặc quần áo truyền thống Nhật và chiến đấu với một chiếc ô kiểu cổ và thanh katana.
Anya Kudō (駆堂 アンヤ Kudō Anya)
Lồng tiếng bởi: Tasuku Hatanaka
Thích chơi game chiến đấu, có thái độ tức giận bạo lực thường xuyên. Thái độ này một phần xuất phát từ cái chết của cha mẹ và chứng rối loạn khiến cậu mất ngủ thường xuyên, cậu phải uống thuốc ngủ và chơi game để giải tỏa cơn buồn chán vào ban đêm. Cuối cùng cậu kết bạn với Akatsuki và cãi nhau rất nhiều với Zakuro trong suốt bộ truyện. Anya là con út trong gia đình có ba anh em trai cho đến khi người anh cả Kenya qua đời sau khi ngủ quên trong lúc đang tham gia giao thông. Không lâu sau, Anya cũng được chẩn đoán mắc chứng rối loạn tương tự, dẫn đến việc người anh thứ hai là Shinya khao khát trở thành bác sĩ và phát triển phương pháp chữa bệnh. Anya giữ mũ bảo hiểm xe máy của anh trai như một kỷ vật.
Zakuro Oshigiri (忍霧 ザクロ Oshigiri Zakuro)
Lồng tiếng bởi: Kōki Uchiyama
Chơi game thuộc thể loại trộm đồ, luôn đeo khẩu trang đen. Cậu thường khắc kỷ, nhưng lại rụt rè, đặc biệt là khi ở gần phụ nữ, thường xuyên bị trêu chọc vì chuyện này. Cậu tham gia trò chơi để tìm em gái sinh đôi Sakura sau khi cô mất tích trong hoàn cảnh tương tự. Cậu bất hòa với Anya và giữ một con dao găm trong áo khoác để tự vệ.
Himiko Inaba (伊奈葉ヒミコ Inaba Himiko)
Lồng tiếng bởi: Manaka Iwami
Một cô bé thích game nông trại nhút nhát và tốt bụng. Cô ấy mang theo lựu đạn flash để tự vệ. Anh trai của cô đã được cha mẹ cô cho làm con nuôi và sau đó mất tích đủ lâu để được tuyên bố là đã chết hợp pháp. Cha mẹ cô nói rằng họ làm điều này để bảo vệ cô, làm cho cô nghĩ là cô đã gián tiếp giết anh trai mình.
Yuzu Roromori (路々森ユズ Roromori Yuzu)
Lồng tiếng bởi: Kaori Nazuka
Một streamer trò chơi giải đố và mê cung vui vẻ thích trêu chọc đồng đội của mình, đặc biệt là Karin. Cô ấy đã gặp Akatsuki trên trực tuyến trước đó và cả hai đã có kế hoạch hợp tác cùng nhau trước khi tham gia trò chơi. Tuy nhiên, bên dưới tính cách buồn tẻ và châm biếm, cô ấy ẩn chứa một trí tuệ thiên tài và một nỗi ám ảnh không lành mạnh với Akatsuki.
Makino Aikawa (逢河マキノ Aikawa Makino)
Lồng tiếng bởi: Takuma Terashima
Một streamer game hẹn hò trầm lặng và đẹp trai, gần như ngủ suốt và không để tâm đến chuyện gì. Khi còn nhỏ, anh chưa từng được cha mẹ yêu thương và đem lòng yêu cô gái bên cạnh đã chăm sóc anh suốt một thời gian dài, nhưng hy vọng của anh đã tan thành mây khói khi cô gái, không biết rằng anh thích mình, có một người bạn trai khác. Điều này khiến anh chuyển sang mê game để được thoải mái và khép mình trong thế giới của riêng mình. Sau đó, Akatsuki giúp anh chấp nhận và vui vẻ hơn.
Paka (パカ)
Lồng tiếng bởi: Kenjiro Tsuda
Người quản lí bí ẩn của Những kẻ bên trong Genome. Ông giấu mặt sau một chiếc mặt nạ alpaca. Mặc dù tính cách vui vẻ và nhẹ nhàng, ông sẽ trở nên đáng sở và nghiêm túc bất cứ khi nào ông gặp phải sự phản đối từ người chơi.

## Truyền thông

### Manga
| #  | Ngày phát hành            | ISBN                                          |
| -- | ------------------------- | --------------------------------------------- |
| 1  | Ngày 27 tháng 6 năm 2015  | 978-4-04-067642-5                             |
| 2  | Ngày 27 tháng 10 năm 2015 | 978-4-04-067901-3                             |
| 3  | Ngày 27 tháng 4 năm 2016  | 978-4-04-068195-5                             |
| 4  | Ngày 27 tháng 10 năm 2016 | 978-4-04-068682-0                             |
| 5  | Ngày 27 tháng 4 năm 2017  | 978-4-04-069160-2                             |
| 6  | Ngày 27 tháng 11 năm 2017 | 978-4-04-069476-4                             |
| 7  | Ngày 26 tháng 5 năm 2018  | 978-4-04-069872-4                             |
| 8  | Ngày 26 tháng 11 năm 2018 | 978-4-04-065253-5                             |
| 9  | 27 tháng 6, 2019          | 978-4-04-065781-3                             |
| 10 | Ngày 27 tháng 2 năm 2020  | 978-4-04-064247-5 ISBN 978-4-04-064248-2 (SP) |

### Anime
Chuyển thể được công bố thông qua tài khoản Twitter chính thức của manga vào ngày 23 tháng 5 năm 2018, và dự kiến sẽ là một sê-ri anime vào ngày 13 tháng 9 năm 2018. Anime đạo diễn bởi Shin Oonuma và Silver Link làm hoạt hình với Kento Shimoyama viết kịch bản, Mizuki Takahashi thiết kế các nhân vật, và Junichi Satou của Fhána soạn nhạc tại Lantis. Phim được phát sóng từ ngày 7 tháng 7 đến ngày 22 tháng 9 năm 2019 trên AT-X, Tokyo MX, KBS, SUN, BS11 và TVA. Seiyuu lồng tiếng cho Anya, Tasuku Hatanaka, biểu diễn bài hát chủ đề mở đầu của bộ phim "not GAME", và Fhána biểu diễn bài hát chủ đề kết thúc "Boku wo Mitsukete" (僕を見つけて). Funimation đã cấp phép cho loạt phim này ở Châu Á để phát hành simuldub, trong khi Muse Communication giữ bản quyền của loạt phim ở Đông Nam Á. Bộ phim kéo dài 12 tập. Một OVA được công bố và đi kèm với tập thứ 10 của manga được phát hành vào ngày 27 tháng 2 năm 2020.

## Đón nhận
Tập đầu tiên của bộ anime đã nhận được đánh giá kém từ các nhân viên của Anime News Network trong các bản xem trước mùa hè 2019. James Beckett cảm thấy anime thiếu nội dung ý nghĩa và chỉ mang cách kể chuyện "theo con số" và hoạt hình "thuần túy về chức năng", nói rằng nó thiếu "sự quyến rũ, sáng tạo và thú vị" của nhượng quyền Danganronpa; Rebecca Silverman cho rằng chương trình không làm nổi bật điểm mạnh của nội dung nhưng lạc quan về sự phát triển được cải thiện dựa trên cốt truyện quen thuộc; Theron Martin chỉ trích tiền đề không có "giá trị giải trí". Người đánh giá thứ tư, Nick Creamer, khen ngợi hướng đi của Shin Oonuma trong việc bổ sung "sự đa dạng về hình ảnh" cho tập phim nhưng chỉ trích tác phẩm nghệ thuật tổng thể nhạt nhẽo và câu chuyện tầm thường vì mang những nhân vật "nguyên mẫu" mang đến bộ phim hài "đơn giản và đáng ghét". Biên tập viên ANN Caitlin Moore đã đánh giá toàn bộ loạt anime vào năm 2020. Cô khen ngợi "sự phô trương hình ảnh" của chương trình vì đã mang đến bầu không khí kinh dị trong các tập nhưng cảm thấy điều đó là chưa đủ để "kẻ bắt chước Danganronpa" này khiến người xem lơ đi "kịch bản phụ" có "nhịp độ kém", âm sắc không nhất quán và không thể thay đổi được các nhân vật để tham gia trong suốt một câu chuyện và đưa ra một kết luận "không có hồi kết".